# Christian Bartholmèss

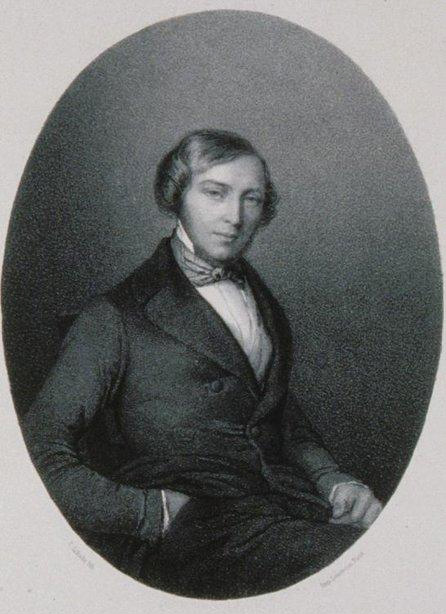
Christian Bartholmèss.

Christian Bartholmèss, född 26 februari 1815 i Schweighouse-sur-Moder, död 31 augusti 1856 i Nürnberg, var en fransk teolog och filosof.
Bartholmèss har i en Historie critique des doctrines religiuses de la philosophie moderne (två band, 1855) sökt att leda i bevis, att filosofin alltsedan Descartes strävar mot teism.